# Port del Comte (station de ski)
Port del Comte est une station de ski située dans les Pyrénées espagnoles, dans la province de Lérida (comarque du Solsonès) en communauté autonome de Catalogne.